# ザクセン君主一覧
ザクセン君主一覧は、中世から近代にかけてドイツのザクセン公国及びザクセン王国の君主の一覧である。

## 略史

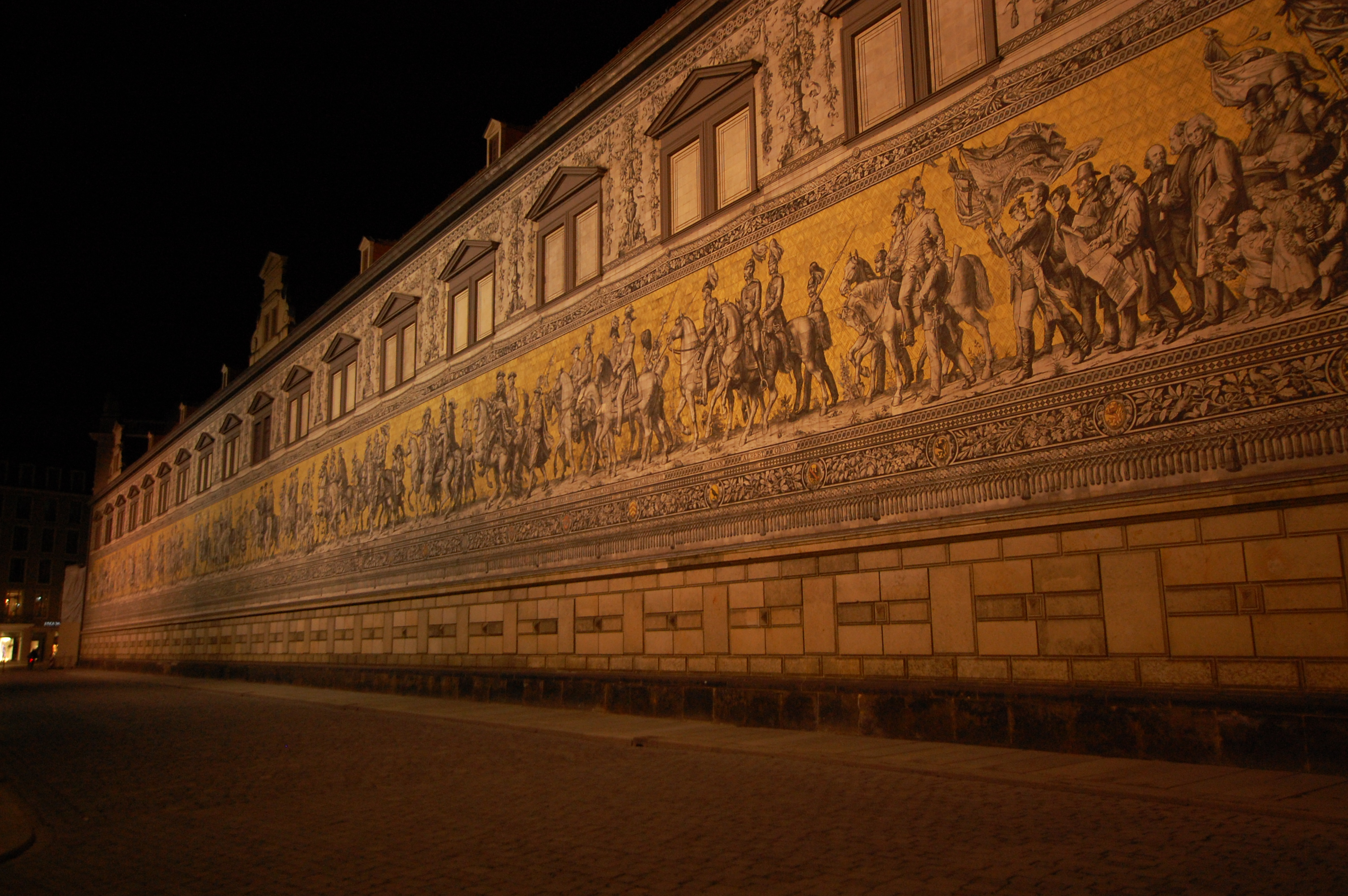
ドレスデンの陶板壁画『君主たちの行列』歴代ザクセン選帝侯が描かれている。

最初のザクセン公は、カール大帝がザクセンを征服した際に、降伏したザクセン人のリーダーであるヴィドゥキントに授けたものだとされる。その後ルートヴィヒ2世のもとザクセンを領したリウドルフはリウドルフィング家の始祖となり、その版図と経済力を背景にリウドルフィング家はフランク王国内でも重きをなした。ハインリヒ1世は919年にローマ王となり、ザクセン朝を開いた。続くオットー2世は、962年に皇帝に即位し、数々の業績から大帝と称された。オットー2世はザクセンから離れる事が多かったので、ヘルマン・ビルングが留守の間の内政を預かっていた。オットー2世はヘルマンをザクセン辺境伯とし、その後さらにザクセン副公とした。ヘルマンの息子ベルンハルト1世の代に、正式にザクセン公として承認された。
1106年、ビルング家最後の当主マグヌスが亡くなり、後継者が存在しなかった為、ズップリンブルク家のロタール1世がザクセン公となった。その後、ヴェルフ家とアスカーニエン家が交互にザクセン公となり、一時はヴェルフ家のハインリヒ3世がバイエルン公も兼ねて帝国の有力諸侯にのし上がったが、1180年にフリードリヒ1世に帝国追放を受けて所領を没収され、アスカーニエン家のベルンハルト3世がザクセン公になった。1260年、アルブレヒト1世が亡くなると、ザクセンはザクセン＝ヴィッテンベルクとザクセン＝ラウエンブルクに分割された。1356年、カール4世が金印勅書を発布し、ザクセン＝ヴィッテンベルク公が選帝侯の資格を得た。以降はザクセン選帝侯と呼ばれる。
1422年、アスカーニエン家の最後の当主アルブレヒト3世が亡くなると、マイセン及びテューリンゲンの辺境伯、ヴェッティン家のフリードリヒ1世がザクセン選帝侯の位を継承した。1464年に子のフリードリヒ2世が死亡すると、遺領は2人の息子に分割相続された。長男のエルンストが選帝侯となり、北マイセン、南テューリンゲン、ヴィッテンブルクを継承した。次男のアルブレヒトは南マイセン、北テューリンゲンを継承し、新たに公爵位も与えられた。ヴィッティン家はエルンスト系とアルブレヒト系に分かれたのである。
1547年、ミュールベルクの戦いで勝利したカール5世は、自身に敵対したヨハン・フリードリヒ（エルンスト系）から選帝侯の資格を剥奪し、味方したモーリッツ（アルブレヒト系）に褒賞としてこれを与えた。以降、選帝侯の資格はアルブレヒト系が継承した。
1697年にはフリードリヒ・アウグスト1世がポーランド王に迎えられ、1763年まで同君連合となったが、波乱が絶えなかった。1700年に開始された大北方戦争に巻き込まれて一時その地位を失い、1733年にはポーランド継承戦争が起こされた。ポーランド王国における王権は無きに等しく、大北方戦争以後のポーランドはほぼ列強の傀儡国家あるいは緩衝国と化した。
1806年、神聖ローマ帝国の解体に伴い、ザクセン王国となった。時のザクセン選帝侯フリードリヒ・アウグスト3世はザクセン王フリードリヒ・アウグスト1世となった。1918年のドイツ革命によってドイツ帝国は消滅し、ザクセン王国もまた消滅した。

## 君主一覧

### ザクセン公
- ヴィドゥキント - カール大帝に降伏し公位を授けられた。

#### リウドルフィング家（リウドルフ家）
- リウドルフ（在位：844年 - 866年）
- ブルン（在位：866年 - 880年）
- オットー1世（在位：880年 - 912年）
- ハインリヒ1世（在位：912年 - 936年） - 東フランク王（在位：919年 - 936年）、捕鳥王
- オットー2世（在位：936年 - 961年） - 皇帝オットー1世（在位：962年 - 973年）、大帝

#### ビルング家
- ヘルマン・ビルング（在位：961年 - 973年） - ザクセン辺境伯、ザクセン副公
- ベルンハルト1世（在位：973年 - 1011年） - 正式にザクセン公となる
- ベルンハルト2世（在位：1011年 - 1059年）
- オルドルフ（在位：1059年 - 1072年）
- マグヌス（在位：1072年 - 1106年）

#### ズップリンブルク家
- ロタール1世（在位：1106年 - 1137年） - ローマ皇帝ロタール3世（在位：1125年 - 1137年）

#### ヴェルフェン家
- ハインリヒ2世（在位：1137年 - 1138年） - バイエルン公ハインリヒ10世、尊大公

#### アスカーニエン家
- アルブレヒト熊公（在位：1138年 - 1142年）  - 後にブランデンブルク辺境伯

#### ヴェルフェン家
- ハインリヒ3世（在位：1142年 - 1180年） - バイエルン公ハインリヒ12世、獅子公

#### アスカーニエン家
- ベルンハルト3世（在位：1180年 - 1212年）
- アルブレヒト1世（在位：1212年 - 1260年） - 熊公の孫、祖父とは別人

1260年のアルブレヒト1世の死後、ザクセン公領はアルブレヒト1世の2子およびその子らの共同統治となった。
- ヨハン1世（在位：1260年 - 1282年） - アルブレヒト1世の子
- アルブレヒト2世（在位：1260年 - 1296年） - アルブレヒト1世の子
- ヨハン2世（在位：1282年 - 1296年） - ヨハン1世の子、兄弟で共同統治
- アルブレヒト3世（在位：1282年 - 1296年） - ヨハン1世の子、兄弟で共同統治
- エーリヒ1世（在位：1282年 - 1296年） - ヨハン1世の子、兄弟で共同統治

1296年、ザクセン公領はザクセン＝ラウエンブルク公領とザクセン＝ヴィッテンベルク公領に分割された。

### ザクセン＝ラウエンブルク公
ザクセン＝ラウエンブルクを参照。

### ザクセン＝ヴィッテンベルク公

#### アスカーニエン家
- アルブレヒト2世（在位：1296年 - 1298年）
- ルドルフ1世（在位：1298年 - 1356年）

### ザクセン選帝侯
1356年の金印勅書によって、ザクセン＝ヴィッテンベルク公に選帝侯の資格が与えられた。これ以降はザクセン選帝侯と呼ばれる。

#### アスカーニエン家
- ルドルフ2世（在位：1356年 - 1370年）
- ヴェンツェル（在位：1370年 - 1388年）
- ルドルフ3世（在位：1388年 - 1419年）
- アルブレヒト3世（在位：1419年 - 1422年）

1422年、アルブレヒト3世の死によってザクセン＝ヴィッテンベルク系アスカーニエン家は途絶え、ザクセン公位はマイセンおよびテューリンゲンの辺境伯、ヴェッティン家のフリードリヒがその地位を継承した。

#### ヴェッティン家
- フリードリヒ1世（在位：1422年 - 1428年） - 好戦公
- フリードリヒ2世（在位：1428年 - 1464年） - 紳士公

1464年にフリードリヒ2世が死亡すると、遺領は分割相続された。次男（長男は既に死亡）のエルンストが選帝侯となり、北マイセン、南テューリンゲン、ヴィッテンベルクを継承した（エルンスト系またはエルネスティン系）。3男のアルブレヒトは南マイセン、北テューリンゲンを継承し、ザクセン公を称した（アルブレヒト系またはアルベルティン系）。

##### エルンスト系（ザクセン選帝侯）
- エルンスト（在位：1464年 - 1486年）
- フリードリヒ3世（在位：1486年 - 1525年） - 賢公
- ヨハン（在位：1525年 - 1532年）
- ヨハン・フリードリヒ（在位：1532年 - 1547年）

##### エルンスト系（ザクセン公）
- ヨハン・フリードリヒ1世（在位：1547年 - 1554年）
- ヨハン・フリードリヒ2世（在位：1554年 - 1566年）
- ヨハン・ヴィルヘルム（在位：1566年 - 1572年） - 1572年に所領分割

##### アルブレヒト系（ザクセン公）
- アルブレヒト3世（在位：1486年 - 1500年） - 大胆公
- ゲオルク（在位：1500年 - 1539年）
- ハインリヒ4世（在位：1539年 - 1541年）
- モーリッツ（在位：1541年 - 1547年） - 1547年から選帝侯

1547年のミュールベルクの戦いで勝利したカール5世は、自身に敵対したヨハン・フリードリヒから選帝侯の資格を剥奪し、味方したモーリッツに褒美としてこれを与えた。以降、選帝侯の資格はアルブレヒト系が継承した。エルンスト系はその後も存続するが、主流からは外れ、ヨハン・ヴィルヘルムの時代以降にザクセン＝ヴァイマル、ザクセン＝コーブルク、ザクセン＝アイゼナハなどの諸公国（Ernestinische Herzogtümer）に分裂する。それらはこの一覧には記述しない。

##### アルブレヒト系（ザクセン選帝侯）
- モーリッツ（在位：1547年 - 1553年）
- アウグスト（在位：1553年 - 1586年）
- クリスティアン1世（在位：1586年 - 1591年）
- クリスティアン2世（在位：1591年 - 1611年）
- ヨハン・ゲオルク1世（在位：1611年 - 1656年）
- ヨハン・ゲオルク2世（在位：1656年 - 1680年）
- ヨハン・ゲオルク3世（在位：1680年 - 1691年）
- ヨハン・ゲオルク4世（在位：1691年 - 1694年）
- フリードリヒ・アウグスト1世（在位：1694年 - 1733年） - ポーランド王アウグスト2世（在位：1697年 - 1704年、1709年 - 1733年） - 強健王
- フリードリヒ・アウグスト2世（在位：1733年 - 1763年） - ポーランド王アウグスト3世（在位：1734年 - 1763年）
- フリードリヒ・クリスティアン（在位：1763年）
- フリードリヒ・アウグスト3世（在位：1763年 - 1806年） - 1806年よりザクセン王

### ザクセン王
1806年、神聖ローマ帝国の解体に伴いザクセンは王国に昇格、ザクセン王国となり、フリードリヒ・アウグスト3世はザクセン王フリードリヒ・アウグスト1世となった。
- フリードリヒ・アウグスト1世（在位：1806年 - 1827年） - ワルシャワ公（在位：1807年 - 1813年）
- アントン（1827年 - 1836年）
- フリードリヒ・アウグスト2世（在位：1836年 - 1854年）
- ヨハン（在位：1854年 - 1873年）
- アルブレヒト（在位：1873年 - 1902年）
- ゲオルク（在位：1902年 - 1904年）
- フリードリヒ・アウグスト3世（在位：1904年 - 1918年） - 1918年退位。ザクセンは共和政（ザクセン自由州）へ移行。

### 1918年以降のヴェッティン（ザクセン）家の当主
1918年のドイツ革命によってドイツ帝国は消滅し、ザクセン王国もまた消滅した。以降のザクセンの首相については、ザクセン州#歴代州首相を参照。
- フリードリヒ・アウグスト3世（1918年 - 1932年）
- フリードリヒ・クリスティアン（1932年 - 1968年） - マイセン辺境伯
- マリア・エマヌエル（1968年 - 2012年） - マイセン辺境伯
- アルブレヒト・ヨーゼフ（2012年） - マイセン辺境伯

2012年にアルブレヒト・ヨーゼフの死によってアルブレヒト系ヴェッティン家の正嫡は断絶した。マリア・エマヌエルはそれを見越して1997年に一族の合意を得て甥のアレクサンダー・ド・アフィーフを後継者に指名し彼とその子供はザクセン＝ゲッサフェの姓を名乗るようになった。しかし、アルブレヒト・ヨーゼフはそれを撤回し叔父エルンスト・ハインリヒの息子ティーモの貴賤結婚の息子リューディガーを後継者に考えていた。